# Madhva
Madhvačarja (Madhvācārya; 1238–1317 ), ponekad se koristi anglicizam Madhva Ačarja, a takođe je poznat i kao Purna Prajna i Ananda Tirta, bio je hinduistički filozof i glavni proponent Dvajta (dualističke) škole vedante. Madhva je nazivao svoju filozofiju tatvavada sa značenjem „argumenti sa realističkog stanovišta”.
Madhvačarja je rođen na zapadnoj obali Karnataka države u Indiji 13. veka. Kao tinejdžer, on je postao sanjasi (monarh) pridružujući se Brahma-sampradajskom guruu Ačiutaprekši, iz reda Ekadandi. Madhva je proučavao klasike hinduističke filozofije, posebno Principala Upanišadsa, bhagavadgitu i brahma sutre (Prastanatraji). On je pisao komentare o tim radovima i zaslužan je za trideset sedam dela napisanih na sanskritu. Njegov stil pisanja bio je prepoznatljiv po ekstremnoj kratkoći i sažetosti izraza. Njegovim najvećim delom smatra se Anuvjahjana, filozofski dodatak njegovoj basji o brama sutrama sastavljenoj od poetskih struktura. U nekim se delima proglasio avatarom Vajua, sinom boga Višnua.
On je bio kritičar učenja izloženih Adi Šankarovoj Advaita Vedante i Ramanujovoj Višištadvajta Vedanti. Nekoliko puta je bio na turneji kroz Indiju, obilazeći mesta kao što su Bengal, Varanasi, Dvarka, Goa i Kanjakumari, baveći se filozofskim raspravama i posećujući hinduističke centre učenja. Madhva je uspostavio Krišna Mut u Udupiju sa murtijem pribavljenim iz Dvarka Gudžarata 1285. godine.
Madhvova učenja su izgrađena na pretpostavci da postoji suštinska razlika između atmana (individualne duše, sebe) i brahmana (ultimatne stvarnosti, boga Višnu), to su dve različite nepromenljive stvarnosti, s tim da individualna duša zavisna od Brahmana, nikada nije identična. Teistička učenja dualizma u njegovoj školi nisu se slagala s monističkim učenjima druge dve najuticajnije Vedantove škole zasnovanim na advajtskom nedualizmu i kvalifikovanom nedualizmu Višištadvajta. Oslobođenje, tvrdi Madhva, dostižno je samo milošću Božjom. Dvajtska škola koju je osnovao Madhva uticala je na vajšnavizam, pokret Bhakta u srednjovekovnoj Indiji, i bila je jedna od tri uticajne filozofije Vedante, zajedno sa Advajta vedantom i Višištadvajta vedantom. Istorijski uticaj Madhve u hinduizmu, državi Kulandran i Kraemer, bio je zdrav, ali ne opsežan.

## Biografija
Biografija Madhvačarja srimadva vijaja je nejasna o njegovoj godini rođenja. Mnogi izvori navode period 1238–1317, ali neki navode i period 1199–1278.
Madhvačarja je rođen u Padžaki blizu Udupija, priobalnog okruga u današnjoj indijskoj državi Karnataka. Tradicionalno se veruje da je ime njegovog oca Naduilaja (sanskrit: Madhjageha, Madhjamandira), a ime njegove majke je nejasno, iako mnogi izvori različito navode da je Satjavati i Vedavati. Rođen u bramanskom domaćinstvu u kojem se govorio tulu jezik, dobio je ime Vasudeva. Kasnije je postao poznat po imenima Purnaprajna, Anandatirta i Madhvačarja (ili samo Madhva). Purnaprajna je bilo ime koje mu je dato u vreme njegove inicijacije u sanjasu (odricanje), dok je bio tinejdžer. Ime koje mu je dato kada je postao starešina svog manastira bilo je „Ananda Tirta“. Sva tri njegova kasnija imena nalaze se u njegovim delima. Madhvakarja ili Madhva su imena koja se najčešće nalaze u modernoj literaturi o njemu, ili književnosti vezanoj za Dvajta Vedantu.
Madhva je započeo školovanje nakon svoje Upanajane sa sedam godina, a postao je monah ili Sanjasi u tinejdžerskom uzrastu, iako se njegov otac u početku tome protivio. Pridružio se manastiru Advajta Vedanta u Udupi (Karnataka), prihvatio je da njegov guru bude Ačutraprekša, koji se u nekim izvorima takođe pominje kao Ačjutraprajna. Madhva je proučavao Upanišade i advajtsku literaturu, ali nije bio ubeđen u njenu nedualističku filozofiju jedinstva ljudske duše i boga, imao je česte nesuglasice sa svojim guruom, napustio je manastir i započeo sopstveni pokret tatvavada zasnovan na pretpostavkama dualizma Dvi – tvrdeći da su ljudska duša i bog (kao Višnu) dve različite stvari. Madhva nikada nije priznao Ačjutraprekšu kao svog gurua ili svoju monašku lozu u svojim spisima. Za Madhvu se kaže da je bio pametan u filozofiji, a takođe da je bio visok i snažno građen.
Madhvačarja nikada nije osnovao mathu (manastir) posvećen dvajta filozofiji, međutim njegova loza učenika postala je utočište za niz dvajtskih učenjaka kao što su Jajatirta, Sripadaraja, Vjasatirta, Vadiraja Tirta, Ragutama Tirta, Ragavendra Tirta i Satjanata Tirta koji su sledili stope Madhve.
Madhvini učenici i sledbenici su napisali brojne hagiografije. Od njih, najreferentnija i najautentičnija je biografija na sanskritu sa šesnaest pesama Madhvavijaja od Narajane Panditačarje – sina Trivikrame Pandite, koji je i sam bio Madhvin učenik.

### Inkarnacija Vajua, boga vetra
U nekoliko svojih tekstova, navode Sarma i drugi naučnici, „Madhvačarja se proglašava trećim avatarom ili inkarnacijom Vajua, boga vetra, sina Višnua“. On je stoga za sebe tvrdio da je Hanuman – prvi avatar Vajua, i Bima – Pandava u Mahabarati i drugi avatar Vajua. U jednoj od svojih basija o Brahma sutrama, on tvrdi da je autoritet teksta iz njegovog ličnog susreta sa Višnuom. Madhva je, navodi Sarma, verovao da je posrednik između Višnua i Dvajtinih posvećenika, koji ih je vodio na njihovom putovanju ka Višnuu.
Za Madhvu se kaže da je tokom svog života napravio nekoliko čuda, uključujući pretvaranje semena tamarinda u zlatnike, konzumiranje četiri hiljade banana i trideset velikih lonaca mleka u jednom sedenju, borbu i pobedu protiv pljačkaša i divljih životinja, prelazak Ganga a da nije pokvasio svoju odeću, i dajući svetlost svojim učenicima kroz nokte velikih prstiju nakon što se lampa ugasila dok su noću tumačili tekst.
Za Madhvačarju se kaže da je citirao neke stihove iz svojih jedinstvenih recenzija svetih spisa. Takođe, se kaže da je citirao mnoge jedinstvene knjige kao što je Kamata Sruti. Interpretacija Balite Sukte od strane Madhvačarja i njegovih sledbenika da bi se dokazalo da je Madhvačarja bila inkarnacija Vajua smatra se izuzetno jedinstvenim prema standardnim komentarima o njima kao što su Sajana i Horas Hajman Vilson.

## Literatura
- Dehsen, Christian von (1999). Philosophers and Religious Leaders. Routledge. ISBN 978-1573561525.
- Bryant, Edwin (2007). Krishna : A Sourcebook (Chapter 15 by Deepak Sarma). Oxford University Press. ISBN 978-0195148923.
- Flood, Gavin (2003). The Blackwell Companion to Hinduism. Oxford: Blackwell Publishing. стр. 251. ISBN 978-0-631-21535-6.
- Goswami, S.D. (1976). Readings in Vedic Literature: The Tradition Speaks for Itself. S.l.: Assoc Publishing Group. стр. 240 pages. ISBN 978-0-912776-88-0.
- Jones, Constance; Ryan, James D. (2006), Encyclopedia of Hinduism, Infobase, ISBN 9780816075645
- New Zealand Hare Krishna Spiritual Resource Network. „Padmanabha Tirtha”. New Zealand Hare Krishna Spiritual Resource Network. Приступљено 14. 12. 2012.
- Padmanabhachar, C.M. The Life and Teachings of Sri Madhvacharya (PDF). Приступљено 28. 7. 2011.
- Sharma, B. N. Krishnamurti (1962). Philosophy of Śrī Madhvācārya. Motilal Banarsidass (2014 Reprint). ISBN 978-8120800687.
- Sharma, B. N. Krishnamurti (2000). A History of the Dvaita School of Vedānta and Its Literature, 3rd Edition. Motilal Banarsidass (2008 Reprint). ISBN 978-8120815759.
- Sharma, Chandradhar (1994). A Critical Survey of Indian Philosophy. Motilal Banarsidass. ISBN 978-81-208-0365-7.
- Sarma, Deepak (2000). „Is Jesus a Hindu? S.C. Vasu and Multiple Madhva Misrepresentations”. Journal of Hindu-Christian Studies. 13. doi:10.7825/2164-6279.1228 .
- Sarma, Deepak (2005). Epistemologies and the Limitations of Philosophical Enquiry: Doctrine in Madhva Vedanta. Routledge.
- Sheridan, Daniel (1991). Texts in Context: Traditional Hermeneutics in South Asia (Editor: Jeffrey Timm). State University of New York Press. ISBN 978-0791407967.
- Stoker, Valerie (2011). „Madhva (1238-1317)”. Internet Encyclopedia of Philosophy. Приступљено 2. 2. 2016.
- Tapasyananda (1991). Bhakti Schools of Vedanta. Madras (Chennai): Sri Ramakrishna Math. ISBN 978-81-7120-226-3.
- Nadkarni, M.V (2016). The Bhagavad-Gita for the Modern Reader: History, interpretations and philosophy. Routledge. ISBN 9781315438986.
- Pandurangi, K.T (1998). Gita Bhashyam. Poornaprajna Samshodhana Mandira.

## Spoljašnje veze
- Madhva на веб-сајту  (језик: енглески)
- Madhva на сајту Internet Archive (језик: енглески)
- Sri Yantrodharaka Hanuman Stotram by Sri Vyasa Rajaru
- Discussion on quotations and interpretations by Madhvacharya. https://gosai.com/writings/the-divinity-of-sri-caitanya-mahaprabhu-0